# Frances James
Mary Frances James (* 3. Februar 1903 in Saint John, New Brunswick; † 22. August 1988 in Victoria, British Columbia) war eine kanadische Sopranistin und Musikpädagogin.

## Leben
James studierte am McGill Conservatory bei Walter Clapperton und war von 1925 bis 1929 Solosängerin an der St James’ United Church in Montreal. Daneben hatte sie Rundfunkauftritte und sang bei den Canadian Pacific Railway Festivals in Quebec, Winnipeg, Regina, Calgary, Banff, Lake Louise, Vancouver und Victoria. 1930 kam sie wegen eines Engagements für zwei Rundfunkproduktionen nach Toronto. Hier war sie (1934) Schülerin der Liedspezialistin Emmy Heim und studierte deutsche und französische Liedtexte bei Lisette Patterson und Stimmbildung bei Jeanne Dusseau. Später vervollkommnete sie ihre Gesangsausbildung bei Enrico Rosati und Maria Kurenko in New York und bei Roland Hayes in Boston.
1931 sang sie in Banff in der Uraufführung von Healey Willans Oper Prince Charlie and Flora und lernte ihren künftigen Ehemann Murray Adaskin kennen. Sie trat 1934 mit dem Toronto Bach Choir unter Reginald Stewart auf und war 1936 Solistin in der Aufführung von Beethovens Missa solemnis mit dem Toronto Mendelssohn Choir. Bei den Hart House Sunday-Konzerten debütierte sie 1925 mit der Pianistin Gwendolyn Koldofsky.
In den 1940er und 1950er Jahren wurde James vor allem durch Auftritte für die CBC in Serien wie Friendly Music, Canadian Mosaic, Footlights, Midweek Recital und Distinguished Artists bekannt. Sie sang 1942 sechs Oratorien von Händel (unter Ernest MacMillan) und Willans Transit through Fire, 1945 die kanadische Rundfunkerstaufführung von Paul Hindemiths Das Marienleben und stellte 1946 in der zwanzigteiligen Midweek Recital- Reihe einhundertfünfzig Lieder vor, darunter auch Hindemiths Nine English Songs. Sie sang in den Premieren von Benjamin Brittens Les Illuminations (1946), Peter Grimes (1949) und Albert Herring (1951) und 1953 in Bernard Naylors King Solomon's Prayer.
In Konzerten sang sie u. a. Harry Somers’ Three Walt Whitman Songs (1946), John Weinzweigs Of Time, Rain and the World und Barbara Pentlands Song Cycle. 1950 ging sie mit ihrem Mann nach Santa Barbara und sang Mills College Darius Milhauds Liedzyklus Rêves. Als ihr Mann 1952 einen Lehrauftrag an der University of Saskatchewan erhielt, begann sie dort Gesang zu unterrichten. Nach Adaskins Emeritierung 1972 gingen beide nach Victoria, wo sie weiter am Victoria Conservatory of Music und an der University of Victoria unterrichteten. Zu James’ Schülern zählten u. a. Sheila Osborn, Audrey Shore Dowler, Greta Clark, Margaret Ready Scarsgard, Dorothy Howard, Catherine Lewis und Jane MacKenzie.